# Прапор Мар'їнського району
Пра́пор Ма́р'їнського райо́ну — офіційний символ Мар'їнського району Донецької області, затверджений 16 жовтня 2003 року рішенням №4/8-4 сесії Мар'їнської районної ради.

## Опис
Прапор являє собою прямокутне полотнище, що має співвідношення ширини до довжини 2:3 та складається з трьох горизонтальних смуг блакитного, жовтого і зеленого кольорів, розділених хвилеподібно зі співвідношенням 8:1:7. Біля верхнього древкового кута розташовано герб району.
Герб району має вигляд геральдичного щита, що скошений зліва лазуровим і зеленим із золотим перев'язом зліва у вигляді блискавки. У першій частині розміщено золотий спис з червоним прапорцем та золота підкова. У другій частині знаходяться золоті монета і промені, що виходять вниз та золотий колос, який переходить в буханець хліба. 